# Elche
Elche (in castigliano) o Elx (in valenciano) è un comune spagnolo di 230.822 abitanti situato nella comunità autonoma valenciana.
Fondata dagli Iberi e ampliata dai Romani che la chiamarono Ilici Augusta, motivo per cui i suoi abitanti si chiamano ilicitani, la città si trova a circa 22 km a sud di Alicante e a 50 da Murcia, lungo il fiume Vinalopó.
L'economia locale si basa sull'agricoltura, sul turismo balneare, grazie ai 9 km di spiaggia entro i confini comunali, e sull'industria calzaturiera che produce la metà delle scarpe prodotte in Spagna, esportando in Europa e negli Stati Uniti.
È conosciuta in sede internazionale per il famoso palmeto, dichiarato nel 2000 dall'UNESCO patrimonio dell'umanità. È formato da centinaia di migliaia di palme coltivate con cura fin dall'epoca cartaginese e irrigate da una rete di canali salmastri; la maggior parte delle piante supera i 20 metri d'altezza e ha un secolo di vita. Le hembras (piante femmine) producono datteri molto dolci e rinomati che vengono raccolti in inverno con una festa caratteristica.

## Monumenti e luoghi d'interesse
All'interno del Parco Municipale, si trova il "Palazzo Altamira", detto anche Alcázar de la Signoria. Nell'architettura del palazzo possono essere distinte due fasi successive: una d'epoca almohade (XII-XIII secolo) e una più imponente in muratura e pietra bugnata (XV secolo). La fortezza fu trasformata in una fabbrica di tessuti nel 1913, mentre oggi ospita il "Museo Archeologico Alejandro Ramos". Altro museo è il "Museu Paleontologic d'Elx" e interessanti sono i "Baños Arabes" che utilizzarono e trasformarono le antiche terme romane.
La "torre della Calahorra" a pianta rettangolare, d'origine araba, rappresenta la parte restante delle mura di cinta della città. Altri importanti monumenti sono la Basilica di Santa Maria, il Municipio e il Convento della Merced. Nel "Museu d'Art contemporani" si trovano circa 150 quadri di artisti del Grup d'Elx che gestiscono essi stessi il museo.
Tra i luoghi d'interesse turistico, sono da considerare anche l'"Huerto del Cura" con la palma maschio di 200 anni detta Palmera imperial contornata da altre palme pure centenarie, il giacimento archeologico "L'Alcúdia", villaggio dell'età neolitica del XV secolo a.C., insediamento iberico dal VI al I secolo a.C., poi colonia romana nei secoli I-V d.C. col nome di Julia Ilici Augusta e sede vescovile visigotica dal secolo VI al VII. Vi fu trovata la famosa statua detta la "Dama di Elche".

## Geografia fisica

### Clima
Il clima della città è mediterraneo secco, con temperature medie che oscillano tra i 12º di gennaio e i 27º di luglio, raggiungendo tutte le estati temperature che sfiorano i 35º. Le piogge sono scarse, sull'ordine dei 250 mm all'anno. È questo lo scenario che ogni tanto, soprattutto in autunno, provoca violente piogge con grandine, dovute alla discesa di masse d'aria fredda dalle zone polari.

## La rappresentazione dei Misteri di Elx
Nella basilica di santa Maria, il 14 e 15 agosto, si celebra la famosa Fiesta con la sacra rappresentazione detta Misteri de Elx su un testo in lingua valenciana del XIII secolo, con alcuni segmenti in latino, eseguita da soli uomini e bambini del coro di voci bianche, tutti rigorosamente non professionisti, con musiche dell'epoca trascritte in polifonia nel XVI secolo.
La musica è composta da sezioni medievali a solo alternate a sezioni polifoniche barocche e rinascimentali.
È stata dichiarata dall'UNESCO, nel 2001, Patrimonio orale e immateriale dell'umanità.
Essa consta della rappresentazione in due atti, eseguiti uno il 14 agosto e l'altro il giorno successivo, della "Dormizione", della "Assunzione in cielo" e della "Incoronazione della Vergine Maria". 
Proibita dal concilio di Trento, che vietò di utilizzare le chiese per rappresentazioni diverse dai riti religiosi, il popolo di Elx ottenne da Urbano VIII una bolla con la quale si concesse l'autorizzazione a continuare l'antica tradizione.

## Amministrazione

### Gemellaggi
- Tolosa, dal 1981[1]

- Boltaña
- Jaca, dal 1963[2]
- Monzón
- San Bartolomé de Tirajana